# Albrecht I. Habsburský
Albrecht I. Habsburský (červenec 1255 – 1. květen 1308) byl římský král a rakouský a štýrský vévoda, nejstarší syn hraběte a později římského krále Rudolfa I. a Gertrudy z Hohenbergu.

## Mládí
Získal zřejmě dobré vzdělání, uměl psát a patrně ovládal i základy latiny. Od roku 1274 jako vladař spravoval Horní země a byl zde i v období otcovy války s českým králem Přemyslem Otakarem II. Téhož roku se také oženil s Alžbětou, dcerou Menharda II. a sestrou Jindřicha Korutanského z rodu Menhardovců. Z tohoto spokojeného manželství vzešlo dvanáct dětí.

## Samostatná vláda
Roku 1281 se Albrecht stal říšským správcem Rakouska a Štýrské marky a roku 1282 mu otec dal v léno Rakousko, Štýrskou marku, Korutany, Kraňsko a Slovinskou marku, kde měl vládnout společně se svým mladším nezletilým bratrem Rudolfem. Toto dvojvládí brzy narazilo na odpor a bylo 1. června 1283 v Rheinfeldenském rodovém řádu zrušeno a vystřídáno samostatnou vládou Albrechta. V roce 1286 se Habsburkové Korutan zřekli a v léno je dostal Albrechtův tchán Menhard II.

## Boje o německou korunu

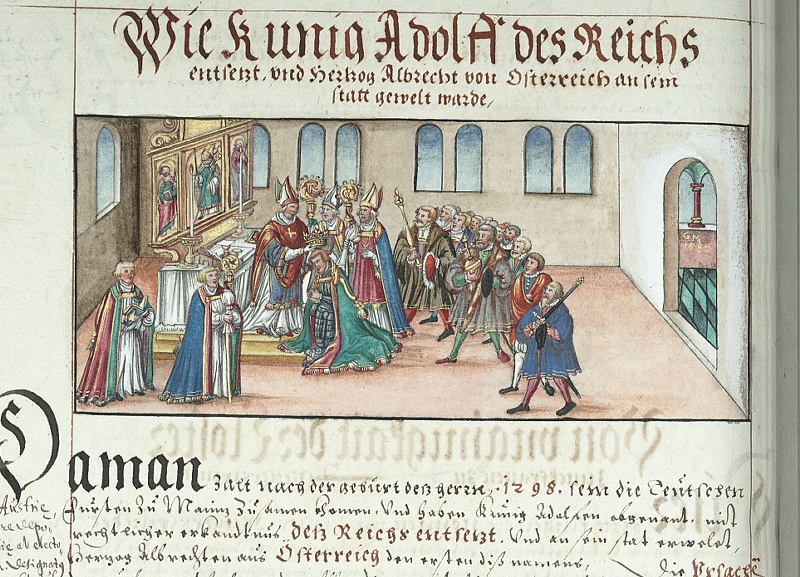
Sesazení Adolfa a zvolení Albrechta Habsburského novým římským králem

Římský král Rudolf I. Habsburský zemřel 15. července 1291 ve Špýru, kde byl také pohřben. Po jeho smrti převzal správu říše dočasně rýnský falckrabě Ludvík. Nastalé situace využil český král Václav II. a při jednání s říšským správcem se mu podařilo získat Chebsko, jež mělo pro české země důležitou strategickou a ekonomickou polohu. Na podzim 1291 Václav získal podporu saského vévody Albrechta II. a braniborského markraběte Oty Dlouhého. Oba kurfiřti proklamovali své rozhodnutí následovat ve věci volby nového krále rozhodnutí českého panovníka. Padly i pochybnosti ohledně volby Albrechta, syna Rudolfa Habsburského, který se pro pošlapávání svobod šlechty ve svých zemích netěšil v říši velké popularitě. Jeho pozice také podkopávala povstání proti habsburské vládě v Rakousích a Štýrsku, i když ta dokázal s úspěchem potlačit. Taktéž útok uherského krále Ondřeje III. skončil nezdarem. Větších úspěchů dosáhly až tři alpské oblasti Uri, Schwyz a Unterwalden, jež se spojenými silami dokázaly Habsburkům ubránit. Tyto země posléze stály u zrodu dnešního Švýcarska.
Zpočátku i celková politická situace v říši nasvědčovala tomu, že Albrecht skutečně římským králem zvolen bude. Samotná volba proběhla ve Frankfurtu nad Mohanem v dubnu 1292. Václava II. zde zastupoval Bernard z Kamence doprovázený předními velmoži království – Hynkem z Dubé, Dobešem z Bechyně a Albrechtem ze Žeberka. Jednání ovšem neprobíhala tak přímočaře, jak prohabsburská strana očekávala, protože část kurfiřtů ovlivněná českými vyslanci se vyslovila proti Albrechtově zvolení.
Spory mezi kurfiřty měly být vyřešeny předáním všech hlasů do rukou mohučského arcibiskupa. Ten pak k překvapení prohabsburského falckraběte Ludvíka, jenž očekával podporu habsburské strany, zvolil novým králem hraběte Adolfa Nasavského. Zde zapůsobily předchozí dohody mohučského duchovního s kolínským arcibiskupem a kurfiřtem Siegfriedem, jenž Adolfa s pomocí dalšího kurfiřta, trevírského arcibiskupa Bohemunda, na místo nového krále prosadil. Adolf Nasavský pocházel z nevýznamného šlechtického rodu, navíc se nemohl opřít o větší pozemkové domény jako Habsburkové, a byl tedy pro kurfiřty přijatelným kandidátem. Průchodnost volby tohoto nového kandidáta měl zajistit i ozbrojený doprovod, který překvapil další říšská prohabsburská knížata, jež se sjela na místo volby ve slavnostních oděvech.
České diplomatické misi se v této chvíli výměnou za podporu arcibiskupova kandidáta, jež byla v daném okamžiku rozhodující, podařilo docílit významných zisků a privilegií. Především došlo k ujednání sňatku mezi Adolfovým synem a Václavovou dcerou Anežkou. Václav II. si později na králi vymohl, že nebude obsazen prázdný markraběcí trůn v Míšeňsku, zemi ležící po proudu Labe a tedy obchodně významné pro České království, dokud by na něj Václav případně neprokázal své dědické nároky.
Adolf Nasavský neměl větší majetek, díky němuž by mohl vést politiku nezávislou na říšských kurfiřtech a další šlechtě. Proto se rozhodl po vzoru Rudolfa Habsburského získat pro sebe a svůj rod vlastní doménu. Tou se měly stát dvě země dosud v držení rodu Wettinů – Durynsko a Míšeňsko. Při zisku druhé ze zmiňovaných oblastí ovšem do budoucna musel počítat s nároky českého krále, jemuž již dříve míšeňské území přislíbil, dodá-li Václav právní podklady ke svým nárokům. K tomu již došlo za změněné situace, neboť spory mezi Václavem a Albrechtem Habsburským, dřívějším Adolfovým protivníkem, se v letech po Adolfově volbě začaly urovnávat.
V listopadu 1295 Albrecht vážně onemocněl. Protože lékaři předpokládali, že původcem nemoci je jed, rozhodli se pro drastickou, ale v té době obvyklou léčbu. Aby se zabránilo šíření otravy v organismu a aby z něj vyšly jedovaté látky, byl Albrecht pověšen za nohy. Následkem této léčby přišel o jedno oko, které nevydrželo krevní nával.
Adolf si v říši získával svou politikou v Míšni i v zahraničí stále více odpůrců. Jeho nevybíravé metody při prosazování územních požadavků i ochota bojovat za anglickou úplatu proti francouzskému králi Filipu Sličnému se stala terčem ostré kritiky. Na základě podpory českého krále, vyjádřené zejména zasláním finančních prostředků na získání vojska, i podpory dalších kurfiřtů se Albrecht Habsburský odhodlal k otevřené konfrontaci s Adolfem Nasavským. Dne 23. června 1298 se v Mohuči sešli kurfiřti a prohlásili Adolfa za sesazeného. Namísto něj zvolili následující den jako nového vládce Svaté říše římské Albrechta Habsburského.
Rozhodující bitva proběhla 2. července 1298 u Göllheimu, ve které Adolf padl a jeho vojsko se poté rozuteklo. Albrecht se pak římské koruny dočasně vzdal, dokud neproběhla nová řádná volba. Po jejím úspěšném zakončení jednomyslným zvolením rakouského vévody byl Albrecht 24. srpna 1298 v Cáchách korunován římským králem. Epizoda vlády nasavského rodu v říši tak skončila.

## Boj o uherskou a českou korunu

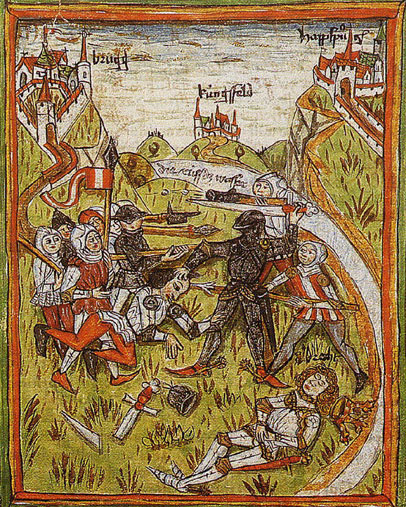
Vražda Albrechta I. synovcem Janem Parricidou

Stejně jako otec, i Albrecht se pustil do mocenského boje s českými Přemyslovci. Na počátku 14. století totiž drželi tři královské koruny – českou, polskou a uherskou. Opozice v Polsku i Uhrách proti přemyslovskému soustátí rostla. Římskoněmecký král Albrecht se postavil na stranu papeže Bonifáce, který jediný z něj eventuálně mohl udělat císaře (byť s Václavem II. byli dosud spojenci a český král mu pomohl k německé koruně). Václav II. se marně snažil získat vojenskou podporu francouzského krále, který také neměl s papežem dobré vztahy. 31. května 1303 přiřkl Bonifác VIII. svatoštěpánskou korunu Karlu Robertovi z Anjou.
| „                   | Posílaje králi Václavovi (II.) papežovu bullu ze dne 31. máje, připojil (Albrecht I. Habsburský) k ní vyzvání, aby postoupil mu království Uherského i Polského a zemí Krakovské, Míšenské i Chebské, pak aby aneb odevzdal mu stříbrné doly Kutnohorské k užívání na šest let, aneb aby položil pokuty 80.000 hřiven stříbra za desátek říši prý Římské povinný a potud neodvedený... | “ |
| — František Palacký | |   |

Král Václav Albrechtovy podmínky rezolutně odmítl s poukazem na svrchovanost své vlády.

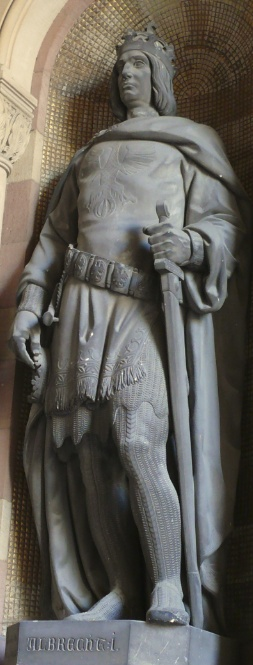
Albrechtova socha ve Špýrské katedrále

V létě roku 1304 se situace v Uhrách stala tak vážnou, že byl Václav II. donucen pro svého syna, uherského krále, společně s vojskem dojet. Nedlouho nato v říjnu 1304 vtrhlo do Čech říšské vojsko v čele s Albrechtem a oblehlo českou pokladnici – Kutnou Horu. Habsburk doufal, že česká šlechta opět zradí svého krále, ale tentokrát byl zklamán a brzy odtáhl s nepořízenou nazpět, aniž by svedl bitvu. Odveta Václava II. nepřišla, protože u něj vypukla plicní nemoc (tuberkulóza) a v roce 1305 zemřel. Brzy po Václavově smrti došlo k dohodě mezi Albrechtem a novým českým králem Václavem III. Jediným jeho ziskem se stalo Chebsko, které se vrátilo k Říši jako bývalá zástava, za podmínky zachování všech majetků, které zde čeští králové získali. Naopak Albrecht potvrdil českým králům vládu v Polsku.
Když český král Václav III. byl po své nedlouhé vládě v roce 1306 zavražděn, Albrecht po jeho smrti české země prohlásil za odumřelé léno a udělil je svému synovi Rudolfovi III. (bez ohledu na právo české šlechty zvolit si sami krále). Po Rudolfově brzké smrti v roce 1307 se Habsburkové znovu snažili o získání českých zemí, kterým nyní vládl Jindřich Korutanský, ale tato snaha skončila v roce 1308 Albrechtovou smrtí. Byl zavražděn svým synovcem Janem (Parricidou).
| „                       | Tento Jan totiž, protože byl dědicem Rakous a dostal údělem tolik práva a spravedlnosti jako synové krále Albrechta, jiný však držel jeho panství a sám neměl nic, často upomínal krále, svého strýce, o svou zemi, a protože upomínání bylo bezvýsledné, řídě se zlou radou, spáchal zločin vraždy a sám se z toho nijak neobohatil... | “ |
| — (Zbraslavská kronika) | |   |

Po smrti bylo Albrechtovo tělo převezeno nejdříve do Bruggu a poté do cisterciáckého opatství Wettingen. Nakonec byl v roce 1309 na příkaz nového krále Jindřicha VII. pochován spolu se svým bývalým soupeřem Adolfem Nasavským v katedrále ve Špýru. Na místě vraždy založily Albrechtova vdova Alžbeta a dcera Anežka klášter Königsfelden.
Habsburská moc byla značně otřesena a vůbec nebylo jisté, zda jim budou v léno svěřeny jejich vlastní (rakouské) země, natož země české. Dante Alighieri Albrechta ve své Božské komedii umístil do Očistce a v kapitole o Ráji hovoří o jeho ničení pražského státu.

## Potomci
- Anna (ok. 1280–1327)
  - ∞ 1295 Heřman III. Braniborský
  - ∞ 1308 Jindřich VI. Vratislavský
- Anežka (1280–1364) ∞ 1296 uherský král Ondřej III.
- Rudolf III. (asi 1281–1307)
  - ∞ 1300 Blanka Francouzská
  - ∞ 1306 Eliška Rejčka
- Fridrich I. (1289–1330) ∞ 1314 Izabela Aragonská
- Alžběta (ok. 1293–1352) ∞ 1307 Fridrich IV. Lotrinský
- Leopold (1293–1326) ∞ 1315 Kateřina Savojská
- Kateřina (1295–1323) ∞ 1316 vévoda Karel z Kalábrie
- Albrecht II. Moudrý (1298–1358) ∞ 1324 Jana z Pfirtu
- Jindřich (1298–1327) ∞ 1314 Alžběta z Virneburgu
- Ota Veselý (1301–1339)
  - ∞ 1325 Alžběta Dolnobavorská
  - ∞ 1335 Anna Lucemburská
- Guta (po 1302–1329) ∞ 1319 Ludvík IV. z Öettingenu[33]